# 2006年モナコグランプリ
2006年モナコグランプリ (LXIV Grand Prix de Monaco) は、2006年F1世界選手権の第7戦として、2006年5月28日にモンテカルロ市街地コースで開催された。開幕から6戦目までルノーのフェルナンド・アロンソが表彰台を獲得し、3勝を挙げていた。ミハエル・シューマッハはアイルトン・セナの持つモナコ最多勝利（6勝）を視野に入れていた。
レースはシューマッハが予選セッション終盤にとった行動で人々に印象付けられた。「ラスカス」コーナーで立ち往生し、アロンソの予選アタックが妨げられた。シューマッハの行動が故意であったかは論争の的であるが、結局スチュワードからは故意と見なされ、最後尾からのスタートとなる。結果として2番手であったアロンソがポールポジションを獲得した。
アロンソは4勝目を挙げ、これは彼にとって初のモナコ制覇となった。2位はファン・パブロ・モントーヤ、3位にはデヴィッド・クルサードが入った。クルサードはヤルノ・トゥルーリの油圧系故障を利用しこれをかわした。レッドブルの初の表彰台獲得であった。

## 予選
From :
| 順位 | 国籍               | ドライバー                 | コンストラクター        | Q3       | Q2       | Q1       |
| ---- | ------------------ | -------------------------- | ----------------------- | -------- | -------- | -------- |
| 1    | スペインの旗       | フェルナンド・アロンソ     | ルノー                  | 1:13.962 | 1:13.622 | 1:14.232 |
| 2    | オーストラリアの旗 | マーク・ウェバー           | ウィリアムズ-コスワース | 1:14.082 | 1:13.728 | 1:14.305 |
| 3    | フィンランドの旗   | キミ・ライコネン           | マクラーレン-メルセデス | 1:14.140 | 1:13.532 | 1:13.887 |
| 4    | コロンビアの旗     | ファン・パブロ・モントーヤ | マクラーレン-メルセデス | 1:14.664 | 1:14.295 | 1:14.483 |
| 5    | ブラジルの旗       | ルーベンス・バリチェロ     | ホンダ                  | 1:15.804 | 1:14.312 | 1:14.766 |
| 6    | イタリアの旗       | ヤルノ・トゥルーリ         | トヨタ                  | 1:15.857 | 1:14.211 | 1:14.883 |
| 7    | イギリスの旗       | デヴィッド・クルサード     | レッドブル-フェラーリ   | 1:16.426 | 1:13.687 | 1:15.090 |
| 8    | ドイツの旗         | ニコ・ロズベルグ           | ウィリアムズ-コスワース | 1:16.636 | 1:13.909 | 1:14.888 |
| 9*   | イタリアの旗       | ジャンカルロ・フィジケラ   | ルノー                  | 1:17.260 | 1:13.647 | 1:14.614 |
| 10   | ドイツの旗         | ラルフ・シューマッハ       | トヨタ                  |          | 1:14.398 | 1:14.412 |
| 11   | オーストリアの旗   | クリスチャン・クリエン     | レッドブル-フェラーリ   |          | 1:14.747 | 1:14.489 |
| 12   | イタリアの旗       | ヴィタントニオ・リウッツィ | トロ・ロッソ-コスワース |          | 1:14.969 | 1:15.314 |
| 13   | イギリスの旗       | ジェンソン・バトン         | ホンダ                  |          | 1:14.982 | 1:15.085 |
| 14   | カナダの旗         | ジャック・ヴィルヌーヴ     | BMWザウバー             |          | 1:15.052 | 1:15.316 |
| 15   | ドイツの旗         | ニック・ハイドフェルド     | BMWザウバー             |          | 1:15.137 | 1:15.324 |
| 16   | オランダの旗       | クリスチャン・アルバース   | MF1-トヨタ              |          |          | 1:15.598 |
| 17   | ポルトガルの旗     | ティアゴ・モンテイロ       | MF1-トヨタ              |          |          | 1:15.993 |
| 18   | アメリカ合衆国の旗 | スコット・スピード         | トロ・ロッソ-コスワース |          |          | 1:16.236 |
| 19   | 日本の旗           | 佐藤琢磨                   | スーパーアグリ-ホンダ   |          |          | 1:17.276 |
| 20   | フランスの旗       | フランク・モンタニー       | スーパーアグリ-ホンダ   |          |          | 1:17.502 |
| 21†  | ブラジルの旗       | フェリペ・マッサ           | フェラーリ              |          |          | —        |
| 22‡  | ドイツの旗         | ミハエル・シューマッハ     | フェラーリ              | —        | —        | —        |

注
*: ジャンカルロ・フィジケラは1:14.396のタイムを記録したものの、デヴィッド・クルサードを妨害したということで予選の記録3つを抹消され、モントーヤ、バリチェロ、トゥルーリ、クルサード、ロズベルグの後となった。結果9番手スタートとなった。
†: フェリペ・マッサは最初のノックアウト・フェーズの間に車を破損し、予選タイムアタックを行うことができなかった。
‡: ミハエル・シューマッハは1:13.898のタイムを記録したが、予選終盤にラスカス・ヘアピンで停止しイエローフラッグが出された。この結果他のドライバーが最高速度でのアタックを行うことができなかった。セッション後他のチームからの苦情が即座に出された。シューマッハはトラブルによるもので故意ではないと主張したが、スチュワードはコース上での停止を故意と認め、最後尾からのスタートを決定した。シューマッハはピットスタートを選択した。

## 決勝
From :
| 順位     | No | 国籍               | ドライバー                 | チーム                  | 周回 | タイム             | グリッド | ポイント |
| -------- | -- | ------------------ | -------------------------- | ----------------------- | ---- | ------------------ | -------- | -------- |
| 1        | 1  | スペインの旗       | フェルナンド・アロンソ     | ルノー                  | 78   | 1:43:43.116        | 1        | 10       |
| 2        | 4  | コロンビアの旗     | ファン・パブロ・モントーヤ | マクラーレン-メルセデス | 78   | +14.567 secs       | 4        | 8        |
| 3        | 14 | イギリスの旗       | デヴィッド・クルサード     | レッドブル-フェラーリ   | 78   | +52.298 secs       | 7        | 6        |
| 4        | 11 | ブラジルの旗       | ルーベンス・バリチェロ     | ホンダ                  | 78   | +53.337 secs       | 5        | 5        |
| 5        | 5  | ドイツの旗         | ミハエル・シューマッハ     | フェラーリ              | 78   | +53.830 secs       | 22       | 4        |
| 6        | 2  | イタリアの旗       | ジャンカルロ・フィジケラ   | ルノー                  | 78   | +1:02.072 secs     | 9        | 3        |
| 7        | 16 | ドイツの旗         | ニック・ハイドフェルド     | BMWザウバー             | 77   | +1 lap             | 15       | 2        |
| 8        | 7  | ドイツの旗         | ラルフ・シューマッハ       | トヨタ                  | 77   | +1 lap             | 10       | 1        |
| 9        | 6  | ブラジルの旗       | フェリペ・マッサ           | フェラーリ              | 77   | +1 lap             | 21       |          |
| 10       | 20 | イタリアの旗       | ヴィタントニオ・リウッツィ | トロ・ロッソ-コスワース | 77   | +1 lap             | 12       |          |
| 11       | 12 | イギリスの旗       | ジェンソン・バトン         | ホンダ                  | 77   | +1 lap             | 13       |          |
| 12       | 19 | オランダの旗       | クリスチャン・アルバース   | MF1-トヨタ              | 77   | +1 lap             | 16       |          |
| 13       | 21 | アメリカ合衆国の旗 | スコット・スピード         | トロ・ロッソ-コスワース | 77   | +1 lap             | 18       |          |
| 14       | 17 | カナダの旗         | ジャック・ヴィルヌーヴ     | BMWザウバー             | 77   | +1 lap             | 14       |          |
| 15       | 18 | ポルトガルの旗     | ティアゴ・モンテイロ       | MF1-トヨタ              | 76   | +2 laps            | 17       |          |
| 16       | 23 | フランスの旗       | フランク・モンタニー       | スーパーアグリ-ホンダ   | 75   | +3 laps            | 20       |          |
| 17       | 8  | イタリアの旗       | ヤルノ・トゥルーリ         | トヨタ                  | 72   | ハイドロリック     | 6        |          |
| リタイヤ | 15 | オーストリアの旗   | クリスチャン・クリエン     | レッドブル-フェラーリ   | 56   | トランスミッション | 11       |          |
| リタイヤ | 10 | ドイツの旗         | ニコ・ロズベルグ           | ウィリアムズ-コスワース | 51   | スロットル         | 8        |          |
| リタイヤ | 3  | フィンランドの旗   | キミ・ライコネン           | マクラーレン-メルセデス | 50   | 出火               | 3        |          |
| リタイヤ | 9  | オーストラリアの旗 | マーク・ウェバー           | ウィリアムズ-コスワース | 48   | 排気系             | 2        |          |
| リタイヤ | 22 | 日本の旗           | 佐藤琢磨                   | スーパーアグリ-ホンダ   | 46   | 電気系統           | 19       |          |

フェラーリの2台が最後尾からスタート。アロンソに敵はなかった。序盤から中盤にかけて細かい接触はあったもののリタイヤ車は皆無であったが、レース折り返し地点を過ぎて上位を走行中のウェバーが最初に脱落。セーフティカーが入りスロー走行になるなか、ライコネンのマクラーレンが炎上、リタイヤした。その後プライベート船舶上でくつろぐ姿が撮影され、物議をかもした。ウェバーのチームメイトであるロズベルグもセーフティカー退出後にリタイヤした。
フェラーリのシューマッハは最後尾スタートから5位でフィニッシュしたが、アロンソに2戦連続で敗れた。ルノーのアロンソは10ポイントを獲得しドライバーズチャンピオンシップおよびコンストラクターズチャンピオンシップでリードをさらに広げることになった。
2位にはマクラーレンのモントーヤが入り、3位にはクルサードが自身にとって2003年以来、レッドブルに初となる表彰台をもたらした。その結果、表彰台にはミシュランの青いキャップが並ぶことになり、レースの数日前に海難事故でこの世を去ったエドゥアール・ミシュランに捧げる最高の結果となった。なおエドゥアールに弔意をしめし、シャンパンファイトは自粛された。

## 第7戦終了時点でのランキング
| 順位 | ドライバー                 | ポイント |
| ---- | -------------------------- | -------- |
| 1    | フェルナンド・アロンソ     | 64       |
| 2    | ミハエル・シューマッハ     | 43       |
| 3    | ジャンカルロ・フィジケラ   | 27       |
| 4    | キミ・ライコネン           | 27       |
| 5    | ファン・パブロ・モントーヤ | 23       |

| 順位 | コンストラクター        | ポイント |
| ---- | ----------------------- | -------- |
| 1    | ルノー                  | 91       |
| 2    | フェラーリ              | 63       |
| 3    | マクラーレン–メルセデス | 50       |
| 4    | ホンダ                  | 29       |
| 5    | BMWザウバー             | 14       |

- 注：ドライバー、コンストラクター共にトップ5のみ表示。

## 参照
1. ↑  Domenjoz, Luc et al.. Formula One Yearbook 2006-2007. Chronosports S.A.. p. 122. ISBN 2-84707-110-5
2. ↑  “Fisichella punished by stewards”.   Formula One official site. 2006年5月27日閲覧。
3. ↑  “Schumacher is stripped of pole”.   Formula One official site. 2006年5月27日閲覧。
4. 1 2 3  Domenjoz, Luc et al.. Formula One Yearbook 2006-2007. Chronosports S.A.. p. 129. ISBN 2-84707-110-5